# Anna Emerentia von Reventlow

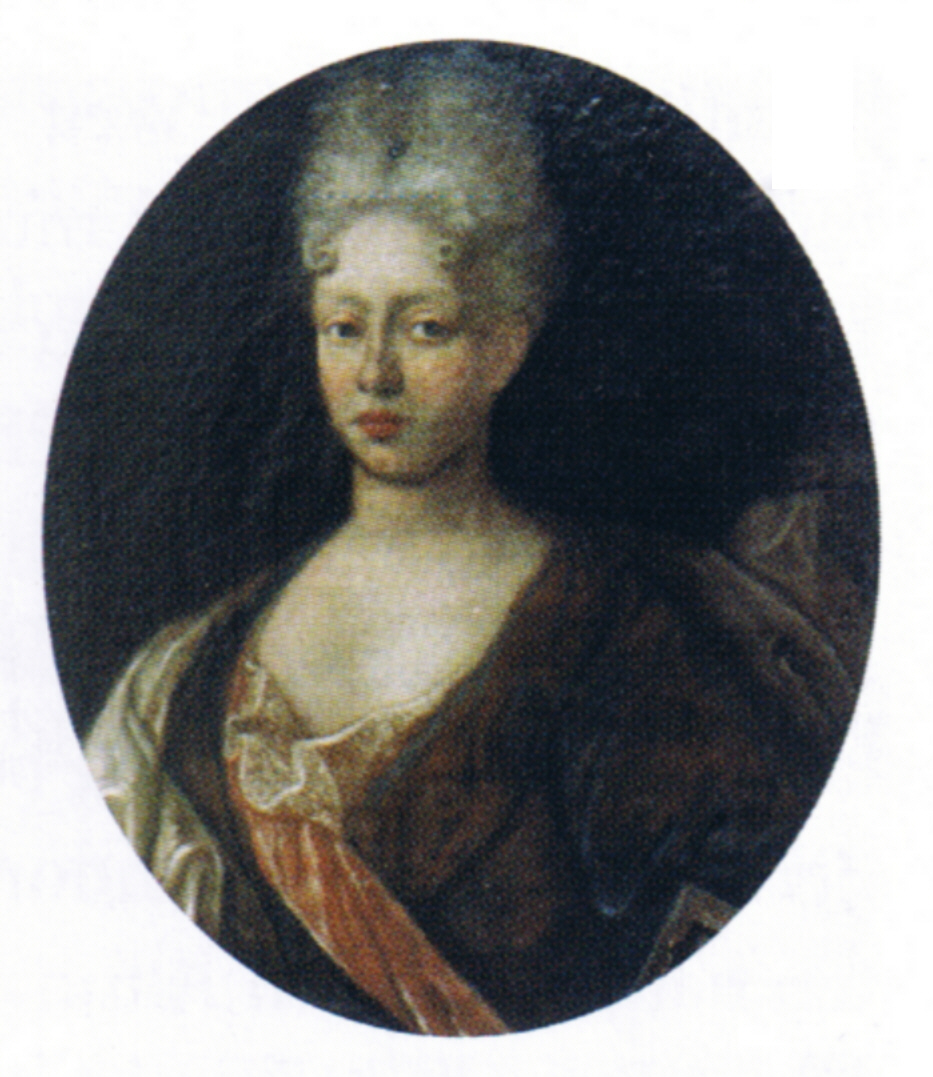
Anna Emerentia Reventlow (1680–1753)

Anna Emerentia Gräfin von Reventlow (* 1680 auf Gut Hemmelmark; † 4. Februar 1753 in Uetersen) war eine deutsche Gräfin, Wohltäterin und Priorin des Klosters Uetersen.

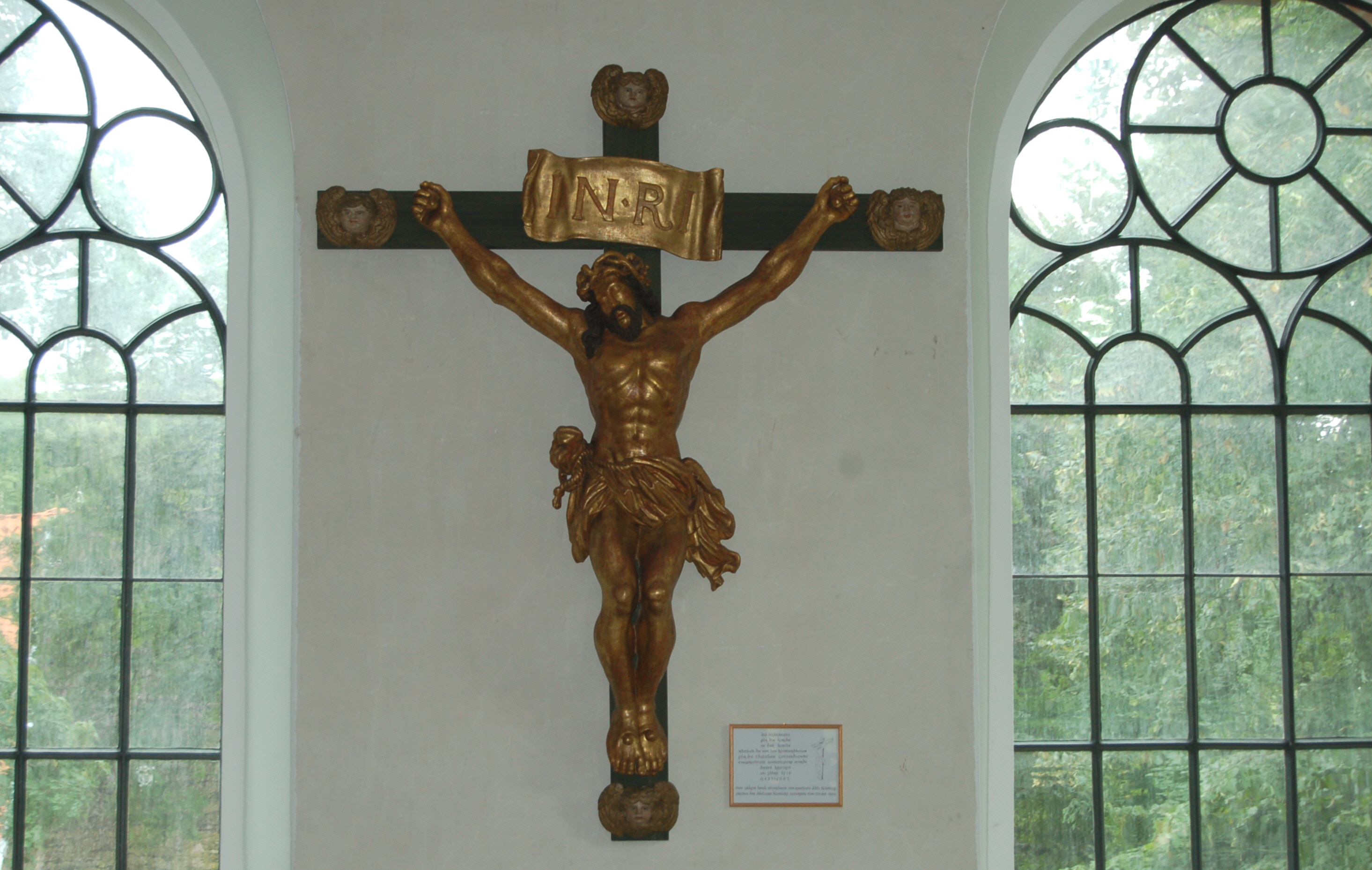
Das gestiftete Kruzifix aus dem Jahre 1716

## Leben
Sie war die Tochter des Landrates und Amtmanns in Flensburg Henning von Reventlow (1640–1705) und dessen Frau Margrethe geb. von Rumohr (1638–1705), Tochter des Grafen Heinrich von Rumohr (1600–1653) und dessen Ehefrau Ida geb. von Brockdorff (1600–1668).
Anna Emerentia von Reventlow wurde am 13. Oktober 1713 als Nachfolgerin von Ida Hedwig von Brockdorff (1639–1713) zur Priorin des Adeligen Klosters Uetersen gewählt. Sie hatte sich dabei die eigene Stimme gegeben. Sie zeigte „einen ausnehmend männlichen und gesetzten Charakter“ und bekleidete das Amt streitbar bis zu ihrem Tod 1753.
Während ihrer Amtszeit wirkten drei Pröbste als weltliche Rechtsvertreter des
Damenstiftes. (Zur Schreibweise mit „b“ siehe Propst, dort „Damenstifte“.)
Ihr Onkel, Friedrich von Reventlow (1649–1728), war bereits 1696 von den Konventualinnen zum Probst bestellt worden. Mit Anna Emerentia hatte er zahlreiche Auseinandersetzungen; nach fast 30 Jahren legte er sein Amt nieder.
Ihm folgte als zweiter Probst Heinrich von Reventlow (1678–1723). Wie sein Vorgänger war er mit der Priorin in Streitigkeiten und Prozesse verwickelt; er trat schon nach sieben Jahren zurück.
Deswegen wählten Priorin und Konventualinnen am 23. Februar 1732 Benedikt von Ahlefeldt (1678–1757) zum Nachfolger. Auch dieser dritte Probst hatte mit der Priorin manche Schwierigkeit. Doch mit seinem Charme erreichte er bei Anna Emerentia, dass seine Enkelin Metta von Oberg (1737–1794) als „Auswärtige“ „durch Belieben des Convents“ einen Platz im Kloster Uetersen erhielt und nach Entrichtung des Immatrikulations-Geldes von 125 Reichstaler Species am 26. März 1743 eingeschrieben wurde.
Anna Emerentia von Reventlow war nicht nur selbstbewusst, sondern auch sozial eingestellt. Sie stiftete 1735 ein Armenhaus mit 16 Wohnungen und legte ein „Armenkapital“ von 11.000 Mark für Bedürftige an, das allerdings später durch Inflation und die Währungsreform aufgezehrt wurde. 1716 ließ sie den Chor der alten Klosterkirche auf ihre Kosten renovieren und stiftete ein barockes Kruzifix von über zwei Meter Höhe. Der Korpus und die Schriftrolle sind vergoldet, den Kreuzenden sind Engelsköpfe aufgesetzt. Schon Aufzeichnungen der alten Kirche erwähnen ein „großes vergüldetes Crucifix“. Heute hängt es an der Südwand der Empore der Klosterkirche Uetersen.
Nachdem die alte Klosterkirche abgerissen war, wurde an fast derselben Stelle 1748/49 eine neue errichtet. Auch hier setzte sie sich, gegen den Willen von Benedikt von Ahlefeld, für den Bau eines überdachten Verbindungsganges zwischen Kirche und Kloster samt Treppenhaus zum Fräuleinchor ein, damit die Konventualinnen witterungsgeschützt und sicher den Chor erreichen konnten. Sie selbst kaufte sich eine Loge in der neuen Kirche und ließ diese mit ihrem Wappen schmücken. Unverändert bildet diese Loge noch heute einen besonderen Blickpunkt.
Sie verstarb am 14. Februar 1753 im Kloster Uetersen und wurde auf dem „Jungfernfriedhof“ beigesetzt. Ihre Grabplatte zeigt das Familienwappen der Reventlows. Die längere Aufschrift endet mit den Worten: „Die wohlselige Frau Priörin hat als ein immer währendes Denckmahl ihrer Mildthätigkeit gegen die Armen das Armenhaus alhier zu Ütersen Ao 1735 gestiftet und dasselbe mit ansehnlichen Legatis versorget welches von Ihro Mayestät König Friedrich dem Fünften allergnädigst confirmiret worden“.
Anna Emerentia von Reventlow gehört zu den wenigen Priorinnen des Klosters Uetersen, deren Wirken bis heute sichtbare Spuren hinterlassen hat.